# Howard Vernon
Howard Vernon (egentligen Mario Lippert), född 15 juni 1914 i Baden-Baden, Tyskland, död 25 juli 1996 i Paris, Frankrike var en schweizisk skådespelare. 
Han filmdebuterade i mitten av 1940-talet och arbetade flitigt fram till sin död. För dagens publik är han mest känd för sina roller i drygt 35 filmer av Jess Franco, (bl.a Gritos en la noche och Revenge in the House of Usher) med början på 1960-talet. Han har även medverkat i bland annat Jean-Luc Godards Alphaville (1965), Woody Allens Död och pina (1975) och Jean-Pierre Jeunets Delicatessen (1991).